# Лорес, Хулио
Ху́лио Ло́рес Кола́н (исп. Julio Lores Colán; 15 сентября 1908, Уараль, Перу — 15 июля 1947) — перуанский футболист, нападающий, участник чемпионата мира 1930 года.

## Карьера

### Клубная
Хулио Лорес начинал свою карьеру в перуанском клубе «Сиклиста Лима». Однако позже он перебрался в Мексику, где начал выступать за клуб «Некакса». В сезоне 1932/33 он стал первым перуанским футболистом, выигравшим чемпионат другой страны.

### В сборной
В составе сборной Перу Лорес выступал на мировом первенстве в Уругвае. Провёл оба матча, которые выпали на долю его сборной на этом турнире. Соперниками перуанцев были румыны и хозяева, уругвайцы.
| Матчи и голы Хулио Лореса за сборную Перу | Матчи и голы Хулио Лореса за сборную Перу | Матчи и голы Хулио Лореса за сборную Перу | Матчи и голы Хулио Лореса за сборную Перу | Матчи и голы Хулио Лореса за сборную Перу | Матчи и голы Хулио Лореса за сборную Перу | Матчи и голы Хулио Лореса за сборную Перу |
| ----------------------------------------- | ----------------------------------------- | ----------------------------------------- | ----------------------------------------- | ----------------------------------------- | ----------------------------------------- | ----------------------------------------- |
| №                                         | Дата                                      | Место проведения                          | Соперник                                  | Счёт                                      | Голы                                      | Турнир                                    |
| 1                                         | 14 июля 1930                              | Монтевидео, Уругвай                       | Румыния                                   | 1:3                                       | -                                         | Чемпионат мира 1930                       |
| 2                                         | 18 июля 1930                              | Монтевидео, Уругвай                       | Уругвай                                   | 0:1                                       | -                                         | Чемпионат мира 1930                       |

Итого: 2 матча / 0 голов; 0 побед, 0 ничьих, 2 поражения.
В 1935 году он стал игроком мексиканской сборной. В её составе он участвовал в играх Центральной Америки и Карибского бассейна. В семи матчах забил 7 голов.
| Матчи и голы Хулио Лореса за сборную Мексики | Матчи и голы Хулио Лореса за сборную Мексики | Матчи и голы Хулио Лореса за сборную Мексики | Матчи и голы Хулио Лореса за сборную Мексики | Матчи и голы Хулио Лореса за сборную Мексики | Матчи и голы Хулио Лореса за сборную Мексики | Матчи и голы Хулио Лореса за сборную Мексики        |
| -------------------------------------------- | -------------------------------------------- | -------------------------------------------- | -------------------------------------------- | -------------------------------------------- | -------------------------------------------- | --------------------------------------------------- |
| №                                            | Дата                                         | Место проведения                             | Соперник                                     | Счёт                                         | Голы                                         | Турнир                                              |
| 1                                            | 27 марта 1935                                | Сан-Сальвадор, Сальвадор                     | Сальвадор                                    | 8:1                                          | 1                                            | Игры Центральной Америки и Карибского бассейна 1935 |
| 2                                            | 28 марта 1935                                | Сан-Сальвадор, Сальвадор                     | Гватемала                                    | 5:1                                          | 1                                            | Игры Центральной Америки и Карибского бассейна 1935 |
| 3                                            | 30 марта 1935                                | Сан-Сальвадор, Сальвадор                     | Куба                                         | 6:1                                          | 2                                            | Игры Центральной Америки и Карибского бассейна 1935 |
| 4                                            | 1 апреля 1935                                | Сан-Сальвадор, Сальвадор                     | Гондурас                                     | 8:2                                          | 3                                            | Игры Центральной Америки и Карибского бассейна 1935 |
| 5                                            | 2 апреля 1935                                | Сан-Сальвадор, Сальвадор                     | Коста-Рика                                   | 2:0                                          | -                                            | Игры Центральной Америки и Карибского бассейна 1935 |
| 6                                            | 25 сентября 1937                             | Мехико, Мексика                              | США                                          | 5:1                                          | -                                            | Товарищеский матч                                   |
| 7                                            | 14 февраля 1938                              | Панама                                       | Венесуэла                                    | 1:0                                          | -                                            | Игры Центральной Америки и Карибского бассейна 1938 |

Итого: 7 матчей / 7 голов; 7 побед, 0 ничьих, 0 поражений.

## Достижения
- Чемпион Мексики 1932/1933